# Coua ruficeps
La  cúa de capa roja o cúa capirrojo (Coua ruficeps) es una especie de ave cuculiforme de la familia Cuculidae endémica de Madagascar.

## Distribución
Se encuentra únicamente en los bosques y zonas de matorral del oeste y sur de la isla de Madagascar.

## Taxonomía
Fue descrito científicamente por el ornitólogo inglés George Robert Gray en 1846. Se reconocen dos subespecies:
- C. r. olivaceiceps;
- C. r. ruficeps.